# Harlequins
Die Harlequins (offiziell Harlequin Football Club) sind eine Rugby-Union-Mannschaft, die in der Gallagher Premiership spielt, der obersten englischen Liga. Die Heimspiele werden im Stadion The Stoop im südwestlichen Londoner Stadtteil Twickenham ausgetragen. Gemeinsam mit der ASM Clermont Auvergne sind sie Rekordsieger im European Rugby Challenge Cup.

## Geschichte
Der Verein wurde im Jahr 1866 als Harlequin Rugby Football Club gegründet (das erste Spiel fand allerdings erst 1867 statt) und erhielt 1870 seinen heutigen Namen. Er entstand aus der Aufteilung des Hampstead Football Club; aus der anderen Hälfte entstand der Wasps FC. In den ersten 40 Jahren ihres Bestehens spielten die Harlequins auf nicht weniger als 15 verschiedenen Plätzen.
1906 lud die Rugby Football Union die Harlequins ein, das neu errichtete Twickenham Stadium zu nutzen. Zu Beginn des 20. Jahrhunderts wurde es lediglich zwei bis drei Mal pro Jahr für die Spiele der Nationalmannschaft verwendet. Bald darauf war das Stadion nicht nur Sitz des englischen Verbandes, sondern auch der Harlequins. Im Jahr 1963 erwarben sie ein 57.000 m² großes Leichtathletikgelände wenige hundert Meter vom Twickenham Stadium entfernt, um es für Trainings zu nutzen. In der Folge entstand darauf das neue Stadion The Stoop; es ist nach Adrian Stoop benannt, einem eingewanderten Niederländer, der für die englische Nationalmannschaft spielte und 29 Jahre Präsident der Harlequins war.
Nach der Einführung des organisierten Ligabetriebs im Jahr 1987 waren die Harlequins in der höchsten Liga vertreten. Zweimal gewannen sie den englischen Pokal; im Jahr 1988 schlugen sie im Finale Bristol Rugby, 1991 die Northampton Saints. Das Pokalfinale verloren sie 1992, 1993 und 2001. Ebenfalls 2001 waren die Harlequins die erste britische Mannschaft, die den European Challenge Cup gewannen (damals noch als European Shield bezeichnet); im Finale wurde der RC Narbonne bezwungen. Diesen Erfolg wiederholten sie 2004 (nunmehr unter der Bezeichnung Parker Pen Challenge Cup); Finalgegner war die ASM Clermont Auvergne.
Ende der Saison 2004/05 mussten die Harlequins nach dem letzten Platz in der Meisterschaft absteigen. Im Juli dieses Jahres gaben sie die Bildung einer Partnerschaft mit dem Rugby-League-Verein London Broncos bekannt. Bis 2011 teilten sich beide Mannschaften den Namen und das Stadion; außerdem trugen sie ähnlich aussehende Trikots. Allerdings blieben sie organisatorisch weiterhin getrennt und gehörten unterschiedlichen Besitzern. In der Saison 2005/06 dominierten die Harlequins die National Division One fast nach Belieben, gewannen 25 von 26 Spielen und stiegen wieder in die Premiership auf.
Ein dritter Triumph im European Challenge Cup folgte im Jahr 2011 durch einen 19:18-Finalsieg über Stade Français. In der Saison 2011/12 gewannen die Harlequins erstmals den englischen Meistertitel, als die Leicester Tigers im Endspiel im mit 30:23 bezwungen wurden. Der zweite Meistertitel folgte in der Saison 2020/21 durch einen spektakulären 40:38-Finalsieg gegen den favorisierten Titelverteidiger Exeter Chiefs.

## Erfolge
- Meister Premiership: 2012, 2021
- Sieger John Player Cup / Pilkington Cup: 1988, 1991, 2013
- Sieger European Challenge Cup: 2001, 2004, 2011
- Meister National Division One: 2006
- Finalist Pilkington Cup / Powergen Cup: 1992, 1993, 2001

## Spieler

### Aktueller Kader
Der Kader für die Saison 2019/2020:

### Rekorde

#### Meiste Spiele
|     | Name                        | Spiele |
| --- | --------------------------- | ------ |
| 1.  | Mike Brown                  | 322    |
| 2.  | Nick Easter                 | 281    |
| 3.  | Chris Robshaw               | 275    |
| 4.  | Danny Care                  | 262    |
| 5.  | Ugo Monye                   | 241    |
| 6.  | Mark Lambert (Rugbyspieler) | 239    |
| 7.  | Ceri Jones                  | 231    |
| 8.  | Tanielu Fuga                | 216    |
| 9.  | Tom Williams                | 214    |
| 10. | Tom Guest                   | 210    |

#### Meiste Versuche
|     | Name           | Versuche |
| --- | -------------- | -------- |
| 1.  | Mike Brown     | 91       |
| 2.  | Ugo Monye      | 89       |
| 3.  | Danny Care     | 80       |
| 4.  | Daren O‘Leary  | 68       |
| 5.  | Tom Williams   | 62       |
| 6.  | Nick Easter    | 53       |
| 7.  | Simon Keogh    | 49       |
| 8.  | Charlie Walker | 43       |
| 9.  | Will Greenwood | 39       |
| 10. | Dan Luger      | 33       |

#### Meiste Punkte
|     | Name            | Punkte |
| --- | --------------- | ------ |
| 1.  | Nick Evans      | 2249   |
| 2.  | Paul Burke      | 1031   |
| 3.  | Adrian Jarvis   | 620    |
| 4.  | Ben Botica      | 553    |
| 5.  | Thierry Lacroix | 551    |
| 6.  | Mike Brown      | 465    |
| 7.  | Ugo Monye       | 445    |
| 8.  | Marcus Smith    | 436    |
| 9.  | Danny Care      | 426    |
| 10. | John Schuster   | 397    |